# Stoebe fusca
Stoebe fusca là một loài thực vật có hoa trong họ Cúc. Loài này được (L.) Thunb. miêu tả khoa học đầu tiên.